# Andrea Gamarnik
Andrea Gamarnik (Capital Federal, Argentina, 5 d'octubre de 1964) és una viròloga argentina, coneguda per les seves recerques relacionades amb el VIH, l'hepatitis B, i el virus del dengue. Fou la primera dona a formar part de l'Acadèmia Nord-americana de Microbiologia des de l'Argentina.

## Trajectòria

### Primers anys
Gamarnik va néixer l'octubre de 1964 i es va criar a la ciutat de Lanús. En 1988, es va graduar de Bioquímica amb medalla d'or en la Facultat de Farmàcia i Bioquímica de la Universitat de Buenos Aires (UBA), gràcies a l'esforç de la seva família i d'una beca del Col·legi de Farmacèutics de Lanús. En la mateixa unitat acadèmica va realitzar el seu Doctorat, obtenint el títol l'any 1993. Després, entre 1994 i 1999, va realitzar un post-doctorat en Virologia a la Universitat de Califòrnia a Sant Francisco, on va estudiar els mecanismes moleculars del virus de la poliomielitis.

### Carrera professional
Va treballar en l'empresa Biotecnològica ViroLogic en el desenvolupament d'assajos fenotípics per als virus VIH, i hepatitis B i C (2000-2001). Va tornar a l'Argentina a finals de l'any 2001 per incorporar-se a l'Institut Leloir, on va crear el primer laboratori de Virologia Molecular, i des del qual ja s'han publicat més de 30 recerques sobre el virus del dengue. Entre els anys 2005 al 2011 va ser International Research Scholar del Howard Hughes Medical Institute. Actualment és cap del Laboratori de Virologia Molecular de la Fundació del Institut Leloir, investigadora independent del Consell Nacional de Recerques Científiques i Tècniques (CONICET), editora Associada de la revista PLoS Pathogens i membre de l'Editorial Board de la revista Virology.
Una de les recerques més importants que van sorgir del laboratori de Virologia Molecular de l'Institut Leloir que ella va formar, fou la que van descobrir el mecanisme de multiplicació del virus del dengue entre molècules. Una altra de les més importants fou l'any 2015 quan van determinar què necessita el virus del dengue per passar del mosquit a l'ésser humà, és a dir, com canvia per poder infectar a dos tipus de cèl·lules.
És membre de l'Acadèmia Nord-americana de Microbiologia, i és la primera dona a fer-ho des de l'Argentina.
Participa activament de discussions polítiques relacionades amb el foment a la ciència i les dones en la ciència, des de discursos en lliuraments de premis o entrevistes amb presidents en exercici a Argentina, fins a signant cartes públiques amb el Grup CyT.
Va publicar recerques en prestigioses revistes del seu sector com a Gens and Development, Virology, RNA i Journal of Biological Chemistry. Els seus estudis sobre mecanismes d'atenuació viral són la base per al disseny de vacunes, les quals van resultar en una tecnologia exportada als Estats Units.
Durant la pandèmia de Coronavirus de l'any 2020, al costat de l'equip que dirigeix en l'Institut Leloir, va desenvolupar en tan sols 45 dies la primera prova d'anticossos per al virus de fabricació argentina "COVIDAR IgG".

### Cronologia professional
- 1987 - 1988 Beca de Recerca per a Estudiants, Càtedra de Fitoquímica, Facultat de Farmàcia i Bioquímica, UBA. Supervisor: Dra. Rosalía B. Frydman.
- 1989 Beca de Recerca- Biologia Molecular de Plantes, Institut Nacional de Tecnologia Agropecuària (INTA).
- 1989 - 1993 Beca Interna Doctoral Consell Nacional de Recerques Científiques i Tècniques (CONICET), Buenos Aires, Argentina
- 1989 - 1993 Tesi Doctoral, Càtedra de Fitoquímica, Facultat de Farmàcia i Bioquímica, UBA, Directora: Dra. Rosalía B. Frydman
- 1994 - 1999 Post-Doctorat en Virologia, Departament de Microbiologia i Immunologia UC San Francisco, USA.
- 2000 -2001 Càrrec d'Investigador en Indústria Biotecnològica, Departament de recerca i desenvolupament, ViroLogic Inc., South San Francisco, USA. Desenvolupament d'estudis fenotípics de resistència a drogues per al virus d'HIV i Hepatitis C i B .
- 2001 Beca de Reinstal·lació a Argentina Carrillo-Oñativia, Ministeri de Salut Pública.
- Des de 2002 Investigadora Principal Laboratori de Virologia Molecular, Fundació Institut Leloir. Tema de Recerca: Mecanismes de replicació del virus del dengue
- 2002-2008 Membre de la Carrera d'Investigador del CONICET Categoria: Adjunt
- 2003-present Avaluació de Subsidis PICT i CONICET
- 2005-2006 Càrrec de Gerent d'Administració de la Fundació Institut Leloir
- 2007-present Membre del Consell d'Administració de la Fundació Institut Leloir.
- Des de 2008 Membre de la Carrera d'Investigador del CONICET. Categoria: Independent
- 2009 Membre de la Coordinadora d'àrea de Ciències Biològiques de Cèl·lules i Molècules del sistema d'avaluació de projectes científics i tecnològics.

## Premis i distincions
- 1989 Medalla d'Or a la Millor Mitjana, Facultat de Farmàcia i Bioquímica, Universitat de Buenos Aires, Argentina
- 2005ː Fellowship ICGEB. Trieste Italy, Workshop in RNA Structure and Function.
- Va ser schoolar internacional de l'Howard Huges Medical Institute dels Estats Units de 2005 a 2011.[20]
- 2009ː Premi L'Oreal UNESCO Per la Dona en la Ciència, afavorit pel CONICET.[5]
- 2009ː Distinció Golda Meir per a dones destacades en les ciències i en les arts.
- 2009ː Va ser distingida pel seu treball «Estudio de les bases moleculars de la replicació del virus del dengue» i va guanyar el Premi Nacional per la Dona en la Ciència.[21]
- En 2010 va ser consagrada Personalitat Destacada de la Ciència de la Ciutat de Buenos Aires.[7][22]
- En 2013 va ser reconeguda amb el Diploma al Mèrit de la Fundació Konex.[23][24][25]
- En 2014 va ser incorporada a l'Acadèmia Nord-americana de Microbiologia.
- En 2015 va ser distingida «pels seus importants descobriments sobre la manera en què els virus transmesos pels mosquits es reprodueixen i causen malalties, en particular el virus del dengue» i va guanyar el Premi L'Oreal-Unesco “Per les dones de la ciència” com la més destacada d'Amèrica Llatina.[1][4][15][26][27][28]

## Membre de comitès editorials, avaluadors i altres
- 2007-present Member of the Editorial Board of Virology
- 2007-present Regular reviewer for Journal of Virology
- 2008-2012 Avaluadora de projectes: Human Frontiers, Wellcome Trust, Fundació Burge i Born, Horizon Breakthrough Project Grants, The Netherlands Genomics Initiative.
- 2008 i 2011 Membre del Comitè Organitzador de l'IX i X Congrés Argentí de Virologia, Argentina
- 2008-2012 Membre del comitè organitzador del primer, segon i tercer “Pa-American Dengue Research Network Meeting”, Brazil 2008, Mexico 2010, and Colòmbia 2012
- 2009-present Associate Editor of PLoS Pathogens.[29]
- 2011-2012 Membre de Comissió Assessora de Bioquímica i Biologia Molecular del CONICET.
- 2011 Membre del comitè organitzador de la conferencia “A Re-Emerging Challenge in the Americas: Opportunities for Dengue Research Collaboration” Sponsored by NIAID, Puerto Rico